# Zaur Makijew
Zaur Jurjewicz Makijew (ros. Заур Юрьевич Макиев; ur. 24 marca 1992) – rosyjski zapaśnik osetyjskiego pochodzenia, startujący w stylu wolnym. Brązowy medalista mistrzostw Europy w 2016. Mistrz świata juniorów z 2012 roku.